# مارک شیواس
مارک شیواس (انگلیسی: Mark Shivas؛ ‏ ۲۴ آوریل ۱۹۳۸ – ۱۱ اکتبر ۲۰۰۸) تهیه‌کننده تلویزیونی اهل بریتانیا بود.
از فیلم‌ها یا مجموعه‌های تلویزیونی که وی در آن‌ها نقش داشته‌است، می‌توان به باری دیگر برایدزهد و شب‌کاری اشاره نمود.